# Tomasz Motyka
Tomasz Marek Motyka, född den 8 maj 1981 i Wrocław, Polen, är en polsk fäktare som tog OS-silver i herrarnas lagtävling i värja i samband med de olympiska fäktningstävlingarna 2008 i Peking.